# Paula Kaufman
Pour les articles homonymes, voir Kaufman.
Paula Kaufman, née à Dąbrowa Tarnowska (Pologne) le 5 septembre 1920 et morte à Tel Aviv en 2013, est une résistante juive qui a fait partie aux Pays-Bas du groupe Westerweel, puis en France de janvier 1944 à la Libération, du réseau des Hollandais de l'OJC (Organisation juive de combat). Elle est décorée de la médaille de la Résistance.

## Biographie

### Enfance
Paula (Pauline Hilde) Kaufman, née à Dąbrowa Tarnowska (Pologne), le 5 septembre 1920, fille de Nahum (Norbert) Kaufman et de Thérèse Millet, habite à Vienne (Autriche) avec ses parents dès sa petite enfance ; l'allemand est sa langue maternelle. Elle a un frère, Ludwig Kaufman, de cinq ans plus jeune qu'elle.

### Fuite aux Pays-Bas
Après l'Anschluss en mars 1938, Paula Kaufman fuit aux Pays-Bas et rejoint, en décembre 1938, une des hachsharot (werkdorp, camps de pionniers) à Wieringermeer, où les jeunes se préparent à la vie agricole dans la terre d'Israël. Après la liquidation de la ferme en 1941, elle arrive à Amsterdam. De décembre 1941 à janvier 1943, elle fait des études d'infirmière à l'hôpital portugais juif d'Amsterdam (PIZ, Portuguese-Israelite hospital). Par la suite, elle se cache à Haarlem, dans une famille néerlandaise, chez Frans et Hanny Gerritsen.
Les Gerritsen sont membres de la résistance néerlandaise et en particulier du groupe Westerweel. Parents de jumeaux nés en août 1942, ils « engagent » Paula comme nourrice. En fait, Paula assiste Frans Gerritsen dans la falsification de documents, activité dans laquelle il était devenu expert.

### Résistance
En janvier 1944, Paula quitte les Pays-Bas pour Paris et se joint au groupe hollandais à Paris, où elle travaille avec Cor. Son nom de guerre est Elisabeth (Els) Visser.
En avril 1944, quelques membres du groupe néerlandais sont arrêtés à Paris et incarcérés à la prison de Fresnes. Le reste du groupe décide de quitter Paris et atteint avec beaucoup de difficulté Limoges. Cherchant du travail, Paula voit une annonce affichée sur un tableau dans une des places centrales de Limoges : « Wehrmacht Kommando ». Munie, comme elle l'était, d'une lettre de recommandation (falsifiée) témoignant de son travail pour la Wehrmacht à Rouen, elle présente sa candidature. Avec son allemand parfait, elle se voit offrir le poste de secrétaire d'un ami du commandant de la Wehrmacht de Limoges.
La facilité avec laquelle elle a été embauchée lui donne une idée : ce qui est possible à Limoges devrait l'être aussi à Paris, et elle revient dans la capitale. À Paris, pratiquement toute l'avenue Foch est occupée par la Gestapo et c'est là qu'elle se présente. Elle est engagée comme secrétaire de l’Obersturmbannführer Otto Eichner, commandant des services de construction, au 82, avenue Foch.
Paula sillonne la ville avec son supérieur hiérarchique et découvre les travaux de construction en cours. Fouillant dans les tiroirs, elle tombe sur des plans, elle les copie et les fait parvenir à son contact néerlandais, Win van Eekers, à Londres ; ce sont les plans de bunker dont la construction était prévue sous le bois de Boulogne et de sites de lancement de V1 et V2. Assistant aux réunions importantes de la Gestapo, Paula a accès à des informations confidentielles, elle prend contact avec les groupes FTP de la résistance en France et leur transmet ces informations. Elle a la liberté d'aller et venir en France et même de passer aux Pays-Bas, ce qui lui permet de rester en contact avec ses amis et de leur fournir les informations qu’elle obtient.
Deux contacts du groupe néerlandais à Paris, Olga Tscherwinsky (Lydia) et Karl Rehbein (Charles Paul ou Charles Porel), sont en fait des agents de la Gestapo. Paula est arrêtée et internée à Fresnes le 18 juillet 1944, ainsi que Cor et la plupart des membres du groupe néerlandais. Elle est torturée et condamnée à mort. Elle n'est pas exécutée, mais envoyée au camp de Drancy, pour servir d'otage dans le train (convoi 79) d'Alois Brunner le 17 août 1944. Elle est déportée à Buchenwald, puis à Bergen-Belsen et Theresienstadt, et enfin libérée le 10 mai 1945, deux jours après la capitulation allemande.

### Après la guerre
Paula est recueillie en 1945 au château de Vielleségure, dans les Basses-Pyrénées.
Son père, qui était retourné en Pologne, a été assassiné à Auschwitz en 1943. Sa mère et son frère, qui se trouvaient en 1939 dans la partie de la Pologne envahie par les Russes au moment du déclenchement de la guerre, sont déportés en Sibérie. Ils en reviennent tous deux à la fin de la guerre.
En 1947, Paula émigre en Palestine mandataire. Sa mère la rejoint bientôt, ainsi que son frère après la déclaration d'indépendance de l'État d'Israël en 1948.
Elle se marie en 1952 avec Yoske (Herbert) Welt (1924-1992), avec qui elle a deux enfants, Oded Lotan et Ruti Raphael. Elle habite Jérusalem.

### Mort
Paula Kaufman meurt en 2013 à Tel-Aviv.

## Distinction
- Médaille de la Résistance française[5].